# Steganacarus fecundus
Steganacarus fecundus är en kvalsterart som beskrevs av Wojciech Niedbała 2004. Steganacarus fecundus ingår i släktet Steganacarus och familjen Phthiracaridae. Inga underarter finns listade i Catalogue of Life.